# Psychostrophia nymphidiaria
Psychostrophia nymphidiaria is een vlinder uit de familie van de Epicopeiidae. De wetenschappelijke naam van de soort is voor het eerst geldig gepubliceerd in 1893 door Oberthür.